# Marcel Matanin
Marcel Matanin (* 15. Dezember 1973 in Vranov nad Topľou) ist ein slowakischer Langstreckenläufer.

## Leben
Insgesamt wurde er zweimal nationaler Meister über 5000 m (2001, 2003), fünfmal über 10.000 m (1996, 2001, 2002, 2004, 2006), viermal im Halbmarathon (2001–2003, 2007), einmal im 3000-m-Hindernislauf (1999) und zehnmal im Crosslauf auf der Langstrecke (1996, 2000–2008).
Bei den Halbmarathon-Weltmeisterschaften 1996 belegte er den 86. und bei den Crosslauf-Weltmeisterschaften 2000 den 100. Platz. 2001 kam er beim Berliner Halbmarathon auf den 14. Platz, 2002 und 2004 siegte er beim Dresden-Marathon im Halbmarathon-Bewerb, und 2003 wurde er Vierter beim Košice-Marathon. 2004 qualifizierte er sich als Sechster des Zürich-Marathons für den Marathon der Olympischen Spiele in Athen, bei dem er auf Rang 81 einlief.
2005 wurde er als Gesamtachter des Košice-Marathons slowakischer Marathonmeister. Im Jahr darauf gewann er den Leipzig-Marathon und verteidigte mit dem Gesamtplatz 13 seinen nationalen Titel in Košice. 2007 siegte er erneut in Leipzig.

## Persönliche Bestzeiten
- 5000 m: 14:48,13 min, 3. August 2003, Košice
- 10.000 m: 30:18,92 min, 18. Juni 2001, Prag
- Halbmarathon: 1:05:14 h, 1. April 2001, Berlin
- Marathon: 2:17:23 h, 4. April 2004, Zürich